# Mountains of the Moon
 Mountains of the Moon és un llargmetratge britànico-estatunidenc dirigit el 1990 per Bob Rafelson amb Patrick Bergin, Iain Glen, Delroy Lindo. Va estar basada en el novel·la Burton and Speke de William Harrison. La narrativa es concentra en la relació entre dos homes molt diferents. Una primera part èpica de Rafelson, va tenir ressenyes positives.

## Argument
El 1854, dos homes es troben a Aden: Richard Francis Burton, aventurer, poeta, etnòleg i traductor de texts eròtics i John Hanning Speke, animat d'una ambició desenfrenada. A Londres, decideixen tornar a l'Àfrica per tal de resoldre un misteri que, fa molt de temps, intriga els anglesos: l'emplaçament exacte de les fonts del Nil.

## Repartiment
- Patrick Bergin: Richard Francis Burton
- Iain Glen: John Hanning Speke
- Richard E. Grant: Larry Oliphant
- Fiona Shaw: Isabel Arundell
- Roshan Seth: Ben Amir
- Delroy Lindo: Mabruki
- Bernard Hill: Doctor David Livingstone
- Peter Vaughan
- John Savident
- Adrian Rawlins
- Leslie Phillips
- Anna Massey
- James Villiers

## Música
La música original va ser composta per Michael Small, que va incorporar genuïna música africana tradicional a una  orquestra tradicional. L'àlbum de la banda sonora va ser editat per  Polydor Records. Hi ha dos temes importants, un per Burton i l'altre per Àfrica. Hi ha també un tema d'amor de la relació de Burton  amb la seva dona Isabel Burton (retratada en la pel·lícula per Fiona Shaw).

## Rebuda
Peter Travers, a  Rolling Stone, va definir  la pel·lícula com "una ocasió", afegint que "en l'honorable tradició de Lawrence d'Aràbia de David Lean i  L'home que volia ser rei, de John Huston, Mountains té una èpica d'escombra i intimitat." Utilitzant adjectius com "fascinant, magnífic, refrescant", Siskel & Ebert van donar a la pel·lícula dos polzes amunt. Més tard, en el Chicago Sun-Times, Ebert va escriure: Mountains of the Moon és completament absorbent. És una història intel·ligentment, i amb estil tranquil. No fabrica emocions falses o emocions farsanta. És la classe de pel·lícula que t'envia lluny de la pantalla amb curiositat per saber més sobre aquest Burton."